# 的迷的儿
的迷的儿，元朝将领，阿速人，口兒吉的儿子。
的迷的儿由玉典赤改百户，曾领阿速军，元世祖至元二十四年（1287年），跟随指挥玉爪失攻打乃颜，在鏁宝直之地击败金刚奴军，迫降哈丹秃鲁干，多次因为有战功受赏。元武宗至大四年（1311年），承袭父职，担任明威将军、阿速亲军都指挥使。其子香山。